# DDR-Meisterschaften im Biathlon 1985
Die DDR-Meisterschaften im Biathlon wurden 1985 zum 27. Mal ausgetragen und fanden vom 13. bis 17. März in Oberwiesenthal statt. Frank-Peter Roetsch gewann sowohl das Einzel, als auch den Sprintwettbewerb sowie mit der Staffel der SG Dynamo Zinnwald und wurde damit Dreifachmeister. Zinnwald verteidigte seinen Titel aus dem Vorjahr und wurde zum insgesamt 16. Mal DDR-Meister.

## Einzel (20 km)
| Platz | Sportler            | Verein               | Schießfehler | Zeit      |
| ----- | ------------------- | -------------------- | ------------ | --------- |
| 1     | Frank-Peter Roetsch | SG Dynamo Zinnwald   | 3            | 1:07:19,2 |
| 2     | Ralf Göthel         | SG Dynamo Zinnwald   | 2            | 1:11:01,5 |
| 3     | Gerald Rauch        | ASK Vorwärts Oberhof | 2            | 1:11:26,0 |
| 4     | Steffen Hauswald    | SG Dynamo Zinnwald   | 5            | 1:12:10,5 |
| 5     | André Sehmisch      | SG Dynamo Zinnwald   | 6            | 1:14:37,2 |
| 6     | Holger Wick         | ASK Vorwärts Oberhof | 6            | 1:14:53,0 |

## Sprint (10 km)
| Platz | Sportler            | Verein               | Schießfehler | Zeit    |
| ----- | ------------------- | -------------------- | ------------ | ------- |
| 1     | Frank-Peter Roetsch | SG Dynamo Zinnwald   | 2            | 31:43,4 |
| 2     | André Sehmisch      | SG Dynamo Zinnwald   | 3            | 32:50,3 |
| 2     | Steffen Hauswald    | SG Dynamo Zinnwald   | 1            | 32:50,3 |
| 4     | Maik Dietz          | ASK Vorwärts Oberhof | 3            | 35:05,4 |
| 5     | Holger Wick         | ASK Vorwärts Oberhof | 4            | 35:11,0 |
| 6     | Matthias Jacob      | ASK Vorwärts Oberhof | 5            | 35:12,6 |

## Staffel (3 × 7,5 km)
| Platz | Verein                  | Sportler                                       | Schießfehler | Zeit      |
| ----- | ----------------------- | ---------------------------------------------- | ------------ | --------- |
| 1     | SG Dynamo Zinnwald I    | André Sehmisch Ralf Göthel Frank-Peter Roetsch | 1            | 1:14:52,5 |
| 2     | ASK Vorwärts Oberhof II | Gerald Rauch Holger Wick Maik Dietz            | 3            | 1:17:46,8 |
| 3     | ASK Vorwärts Oberhof I  | Jürgen Wirth Matthias Jacob Lutz Triebel       | 5            | 1:18:57,2 |